# إدغار أرشيبالد
إدغار سبيني أرشيبالد (بالإنجليزية: Edgar Spinney Archibald)‏ هو عالم زراعة كندي حاصل على وسام كندا من مواليد 12 مايو عام 1885 وتُوفي في 23 يناير 1968.
عمل إدغار كمدير مزرعة التجريب في دومينيون بين عامي 1919 و1950.
وبين عامي 1951 و1952، عمل ككبير موظفي منظمة الأغذية والزراعة للأمم المتحدة. ثم شغل منصب المستشار الزراعي لوزير الزراعة الإثيوبي من عام 1954 إلى عام 1955.
حصل إدغار على الدكتوراه الفخرية في القانون من جامعة ساسكاتشيوان في عام 1950.
وفي عام 1967، حصل على وسام كندا.
كان إدغار زميلًا للجمعية الملكية في كندا. وحصل أيضًا على رتبة الإمبراطورية البريطانية.

## روابط خارجية
- Edgar Spinney Archibald at الموسوعة الكندية